# Лоботомия
Лоботомия (от гръцки λοβός лобос „лоб, кора“; τομή томи „режа“) е неврохирургическа операция, вид психохирургия, позната още като левкотомия. Състои се в прерязването на снопчетата от вътрешномозъчни нервни влакна, които свързват основата на главния мозък с челната мозъчна кора.
Процедурата е полемична още от самото си създаване. Предписва се при лечението на психични разстройства (а понякога и на други) като основна, в някои западни страни за повече от две десетилетия. Въпреки общото ѝ признание тя има сериозни странични ефекти. Докато някои пациенти показват симптоматично подобрение с операцията, подобренията са постигнати за сметка на други увреждания. Балансът между ползите и рисковете допринася за спорния ѝ характер. Създателят на процедурата, португалският невролог Егаш Мониш, получава Нобелова награда за медицина през 1949 г.
Употребата на процедурата нараства драстично в началото на 40-те и 50-те години на XX век; до 1951 г. почти 20 000 лоботомии са извършени само в Съединените щати. По-голямата част от лоботомиите са извършвани на жени. С откритието на антипсихотиците в средата на 50-те години лоботомиите бързо и почти изцяло са изоставени.

## Ефекти
Целта на операцията е да се намалят симптомите на психични разстройства и е признато, че това се постига за сметка на личността и интелекта на дадения индивид. След операцията спонтанността, отзивчивостта, самосъзнанието и самоконтролът са намалени. Дейността е заменена от инерция, а хората са оставени емоционално затъпени и ограничени в своя интелектуален обхват.
Последствията от операцията са описани като „смесени“. Някои пациенти умират в резултат на процедурата, а други по-късно се самоубиват. Някои пациенти успяват да се върнат към отговорна работа, докато други остават до живот с тежки увреждания.

## История
Егаш Мониш предлага оперативна намеса за лекуване на психично болни хора с изявена агресивност. Прилаганите дотогава методи и средства практически са имали само временно действие при подобряването състоянието на психично болни хора. Характерът на заболяването ги прави опасни както за тях самите, така и за околните. През 1936 година се извършва първата такава операция от професора по неврохирургия Алмейда Лима, наречена левкотомия (от гръцки λευκός – бял). Същността на метода е в прекъсване на нервни влакна, изградени от бяло вещество, които свързват челния лоб с другите части на мозъка. Днес тази операция е известна с името лоботомия.
Методът на Егаш Мониш не лекува радикално болестта на психично болните хора. С хирургичната намеса пациентите стават по-спокойни, което позволява да живеят в семейна среда. Работата върху тези проблеми е причината Егаш Мониш да получи Нобелова награда за физиология или медицина. След извършване на около 100 подобни операции правителството забранява подобно лечение. Причината за това са протестите на психолози и психиатри, че тази операция е антихуманна и води до дълбока промяна в психиката и унищожаване на личността.
Този метод получава най-широко разпространение след Втората световна война в САЩ, където неврологът Уолтър Фриман я прилага в собствена модификация. От 1960 г. с откриването на нови психотерапевтични средства броят на извършваните лоботомии рязко намалява, а операцията престава да се прилага.

## Известни случаи
- Розмари Кенеди, сестра на президента Джон Кенеди, претърпява лоботомия през 1941.
- Йозеф Хасид, полски цигулар и композитор, диагностициран с шизофрения, умира на 26-годишна възраст след лоботомия.
- Сигрид Хиертен, шведска художничка от времето на модернизма, умира след лоботомия през 1948 г.
- Твърди се, че, когато желязна пръчка се врязва в главата на Финеас Гейдж през 1848 г., това представлява „случайна лоботомия“ или че този случай по някакъв начин вдъхновява развитието на хирургическата лоботомия век по-късно.
- През 2011 Даниел Нихенсона, неврохирург от Йейл, изучава рентгеновите изследвания на Ева Перон и заключава, че е била подложена на лоботомия за лечение на болка и тревожност през последните месеци от живота ѝ.

## В киното
- Frances, режисьор Греъм Клифърд, сценарий Ерик Бергрен, Кристофър Де Вор, Никола Казан, звезди Джесика Ланг, Джонатан Банкс, Бони Бартлат (1982)[1]